# Lakkasettihalli, Harihar
Lakkasettihalli là một làng thuộc tehsil Harihar, huyện Davanagere, bang Karnataka, Ấn Độ.